# Osmoderma davidis
Osmoderma davidis är en skalbaggsart som beskrevs av Leon Fairmaire 1887. Osmoderma davidis ingår i släktet Osmoderma och familjen Cetoniidae. Inga underarter finns listade i Catalogue of Life.